# الدوري التشيكوسلوفاكي 1936–37
الدوري التشيكوسلوفاكي 1936–37 هو الموسم 32 من الدوري التشيكوسلوفاكي ‏. أشرف على تنظيمه اتحاد جمهورية التشيك لكرة القدم، وكان عدد الأندية المشاركة فيه 12، وفاز فيه سلافيا براغ.